# Hasselblad HxD
Hasselblad HxD, Hasselblad H-sistem D — серия автофокусных цифровых среднеформатных зеркальных фотоаппаратов шведской фирмы Victor Hasselblad, специализирующаяся на производстве среднеформатных фотоаппаратов и оборудования к ним.

## Описание
Фотоаппараты этой линейки больше рассчитаны на работу вне студии, например, в качестве:
- репортёрской, для чего они мобильны (оснащёны аккумулятором, внутренним жёстким диском и поддержкой карт памяти, дисплеем) и оснащены быстрым автофокусом;
- для архитектурной съёмки, для чего они может быть оснащёны шифт/тилт-адаптером HTS 1,5, специально для них разработанного[1], и шахтным видоискателем с увеличением HVM[2].

### Комплектация камеры
Представитель HxD-линейки фотоаппаратов представляет собой системный фотоаппарат состоящий из:
- корпуса,
- объектива с встроенным центральным затвором,
- оптического видоискателя (пентапризменного HV90 и шахтного HVM),
- цифрового задника.

### Корпус
Корпус выполнен в традициях цифровых зеркальных фотоаппаратов, имеет разносторонние органы управления, разнесённые по всему корпусу, встроенную фотовспышку, поддерживает внешние видоискатели, объективы серии HC и HCD.

### Цифровой задник
На моделях серии H1D возможно использование как цифровых задников, так и фильмовых задников HM 16-32 (16 кадров на плёнке типа 120 и 32 кадра на плёнке типа 220). В моделях серии H2D возможно использование цифрового задника CF-22 или CF-39. Цифровой задник, начиная с модели H3D, имеет специализированное крепление, не позволяющее заменить его вне сервиса. В цифровых задниках используются фотоматрицы баеровского типа с антимуарным фильтром производства Kodak. Динамический диапазон у серии H3DII, по заявлению Дэвида Грувера, составляет 12—13 EV, остальные параметры сведены в таблицу:

### Объективы
К фотоаппарату подходит парк объективов серии HC и HCD (с центрическим выходом лучей), имеющие центральный затвор и соответствующий байонет.
Для осуществления подвижек объектива предлагается Tilt-Shift-адаптер HTS 1.5.

## История и развитие модельного ряда
Название модели состоит из буквы, обозначающей систему (H — переносной, V — студийный), цифры обозначающей поколение (1 — 5), D — цифровой, если есть — номер рестайлинга, через тире разрешение матрицы в Мпикс.
- H1D — первая модель цифровых фотоаппаратов в линейке «H», имеет цифровой задник под средний формат 6×4,5 (56×41,5 мм), что позволяет использовать как цифровой задник, так и фильмовой — для рольфильма (рулонной плёнки типа 120). Фотоаппарат ориентирован именно на работу с цифровым задником Hasselblad Ixpress, который для него и был разработан совместно с Imacon, благодаря специализации они дают большую функциональность, чем связка среднеформатной плёночной системы, ориентированной изначально на рольфильм и универсальный цифровой задник[4].
- H2D — вторая модель оснащается новым цифровым задником, который обладает обратной совместимостью с предыдущими задниками (цифровыми и фильмовыми). В новом цифровом заднике увеличен объём жёсткого диска с 40 до 100 Гбайт, появилась поддержка двух карт памяти CFII, выпущено абсолютно новое программное обеспечение для нового формата 3F RAW.
- H3D — начиная с этой модели фотоаппараты линейки H-Sistem D больше не поддерживают фильмовые задники, а замена задника осуществляется в сервис-центре производителя фотоаппарата.

| Модель, дата выхода | разрешение (Мпикс) |       |
| ------------------- | ------------------ | ----- |
| H1D                 | 39                 |       |
| H2D                 | 39                 |       |
| H3D                 | 39                 |       |
| H3DII               | 39/50/60           |       |
| H4D                 | 40/50/60           |       |
| H5D                 | 40/50/60           | 1/800 |
| H5D-200MS           | 50                 |       |
| H6D-50c             | 50                 |       |
| H6D-100c            | 100                |       |
| H6D-400c MS         | 100/400            |       |

| Модель                    | Эквивалентное фокусное расстояние /угол поля зрения объектива | масштаб    |
| ------------------------- | ------------------------------------------------------------- | ---------- |
| HCD 4,8/24 mm             | 24/104                                                        |            |
| HCD 4/28 mm lens          | 28/                                                           | 1:7,3      |
| HC 3,5/35 mm lens         | 35/89                                                         |            |
| HC 2,8/80 mm lens         | 82/46                                                         |            |
| HC 2,2/100 mm lens        | 100/38                                                        |            |
| HC 3,2/150 mm lens        | 150/26                                                        |            |
| HC Macro 4/120-II mm lens | 118/33                                                        | 1:1        |
| HC 3.5/50-II mm lens      | 50/                                                           | 1:8,9      |
| HC 4/210 mm lens          | 211/19                                                        |            |
| HC 4,5/300 mm lens        | 300                                                           |            |
| HCD 4-5,6/35-90 mm lens   | 36—90                                                         | 1:13—1:5,4 |
| HC 3,5-4,5/50-110 mm lens | 51—108                                                        |            |

| Модель цифровго задника | Размер матрицы, мм | Разрешение матрицы     | Чувствительность, ISO | Глубина цвета, бит/канал |
| ----------------------- | ------------------ | ---------------------- | --------------------- | ------------------------ |
| H5D-40                  | 44,0 × 33,0        | 40 Мпикс (7304 × 5478) | 100—1600              | 16                       |
| H5D-50                  | 49,0 × 37.0        | 50 Мпикс (8176 × 6132) | 50—800                | 16                       |
| H5D-60                  | 53,7 × 40.2        | 60 Мпикс (8956 × 6708) | 50—800                | 16                       |